# Tour César (Provins)
Pour les articles homonymes, voir Tour César.
La tour César est un donjon du XIIe siècle, situé à Provins en Seine-et-Marne, au sommet de la colline où s'est installée la ville haute.
C'est le seul donjon octogonal à base carrée connu. La tour servit également de prison. Durant la guerre de Cent Ans, elle fut occupée par les Anglais qui l'ont entourée d'une muraille.
La tour César fait l’objet d’un classement au titre des monuments historiques depuis 1846.

## Historique
Le site est occupé par un castrum (ou oppidum) dès le IXe siècle. L'enceinte primitive abritait un palais comtal avec grandes salles, chapelles, logis et cuisines. Cet ensemble ainsi que la ville fortifiée était dominé par la Grosse Tour ou tour César élevée au XIIe siècle et prévue dès l'origine pour servir de prison.
Une première tour, existant en 1137, est nommée dans la charte fixant les limites des foires de Champagne.
La tour actuelle fut bâtie sur un éperon rocheux qui se trouve sur la ville haute, appelée autrefois « tour du Roi », « Grosse Tour », « tour aux prisonniers », elle a probablement été construite sous le règne de Henri le Libéral, après 1150 selon André Châtelain. Une légende veut que l'origine de Provins se trouve à l'époque romaine. Suivant cette tradition, la grosse tour de Provins aurait été bâtie par Jules César. Toutefois aucune source ne prouve que César soit venu à Provins. Ce nom est plutôt à rapprocher d'un symbole de puissance. D'ailleurs, la tour du Temple, d'architecture similaire, était aussi appelée tour César. À l'origine, la tour n'était pas couverte et se terminait par des créneaux. Le toit actuel et la charpente datent des XVIe et XVIIe siècles.

## Description

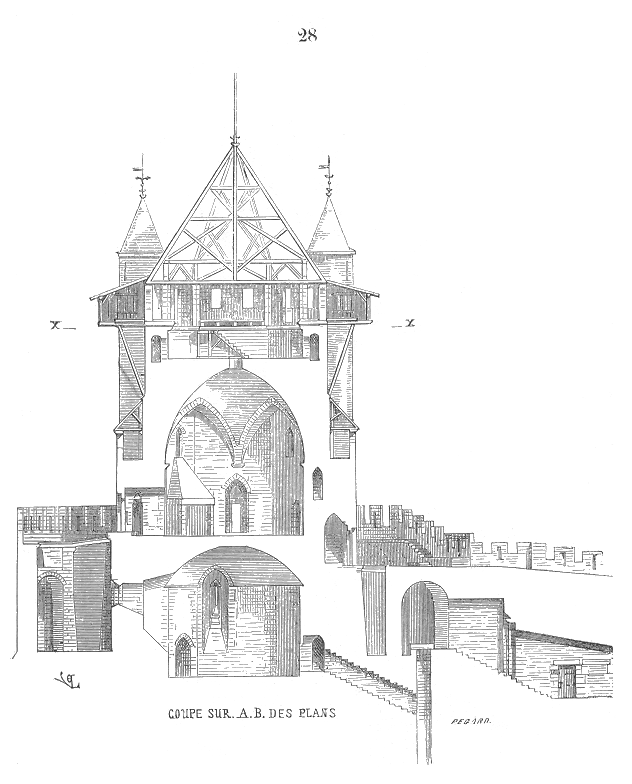
Coupe de la tour César, par Viollet-le-Duc.

Cette tour est construite sur une motte artificielle. Elle est à cheval sur les murs des fortifications dont elle avait la fonction de donjon. Elle a également servi de prison, mais son rôle principal était de l'ordre du militaire : deux chemins de ronde permettant le guet sur la plaine de Brie.
Elle présente un plan carré à sa base, devenant octogonal à mi-hauteur, flanquée de quatre tourelles se détachant au niveau du premier chemin de ronde. La base de l'édifice est couverte par une lourde muraille en maçonnerie, ajoutée par les Anglais après le siège de 1432. La tour César était surmontée d'une terrasse portant une tour de guet et un chemin de ronde crénelé.

### Toiture
La tour est couverte et abrite deux cloches du XVIIe siècle. Elles sont posées et couvertes par des charpentes de bois.
La tour dispose aujourd'hui d'un toit avec une charpente du XVIIe siècle, mais avant cela, il n'en existait pas jusqu'en 1571. Du chemin de ronde, à l'ouest, on a une bonne vue de la ville haute, tandis qu'à l'est, la vue s'oriente vers la ville basse.

### Cloches
La tour est aussi utilisée comme beffroi. Des six cloches d'origine, cinq furent brisées et fondues en 1793 et 1798, pour la fabrication de canons et de la monnaie. La plus grosse et la seule restante a un diamètre de 1,48 m et pèse 3 000 kg. Elle porte l'inscription : « En l'an 1511, ayant été fondue / De Quiriace on me donna le nom, / Je règne dans les airs et chasse de la nuée / Diable, tonnerre et grêle par mon nom ». La petite cloche, quant à elle, date de 1889.

### Intérieur
À l'intérieur, au rez-de-chaussée, une grande salle voûtée servait d'entrepôt pour l'intendance.
À l'étage supérieur, une autre salle de mêmes dimensions mais plus haute, appelée « salle des gardes », était le centre de communication de la tour. De là, partent les escaliers vers la salle basse, la chambre du gouverneur et les chemins de ronde. La voûte est perforée d'un « trou de service », permettant de communiquer avec le dernier chemin de ronde.
On accède aux cachots où furent gardés les prisonniers par d'étroits couloirs pris dans l'épaisseur des murs.
La tour a été couverte en 1554, et l'installation des cloches, provenant de la tour-clocher de l'église Saint-Quiriace effondrée, date de 1689.

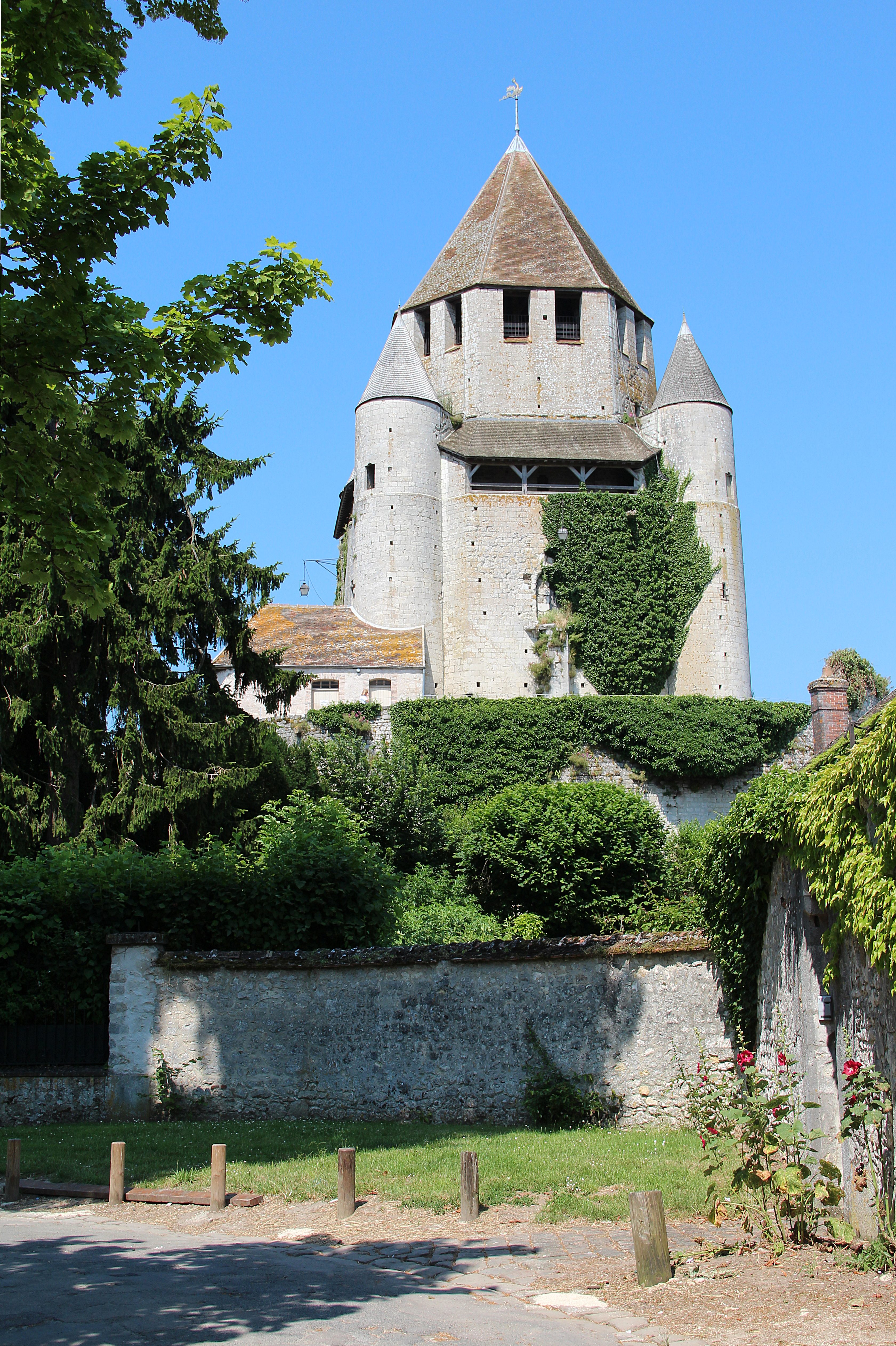
Vue de la place Saint-Quiriace.
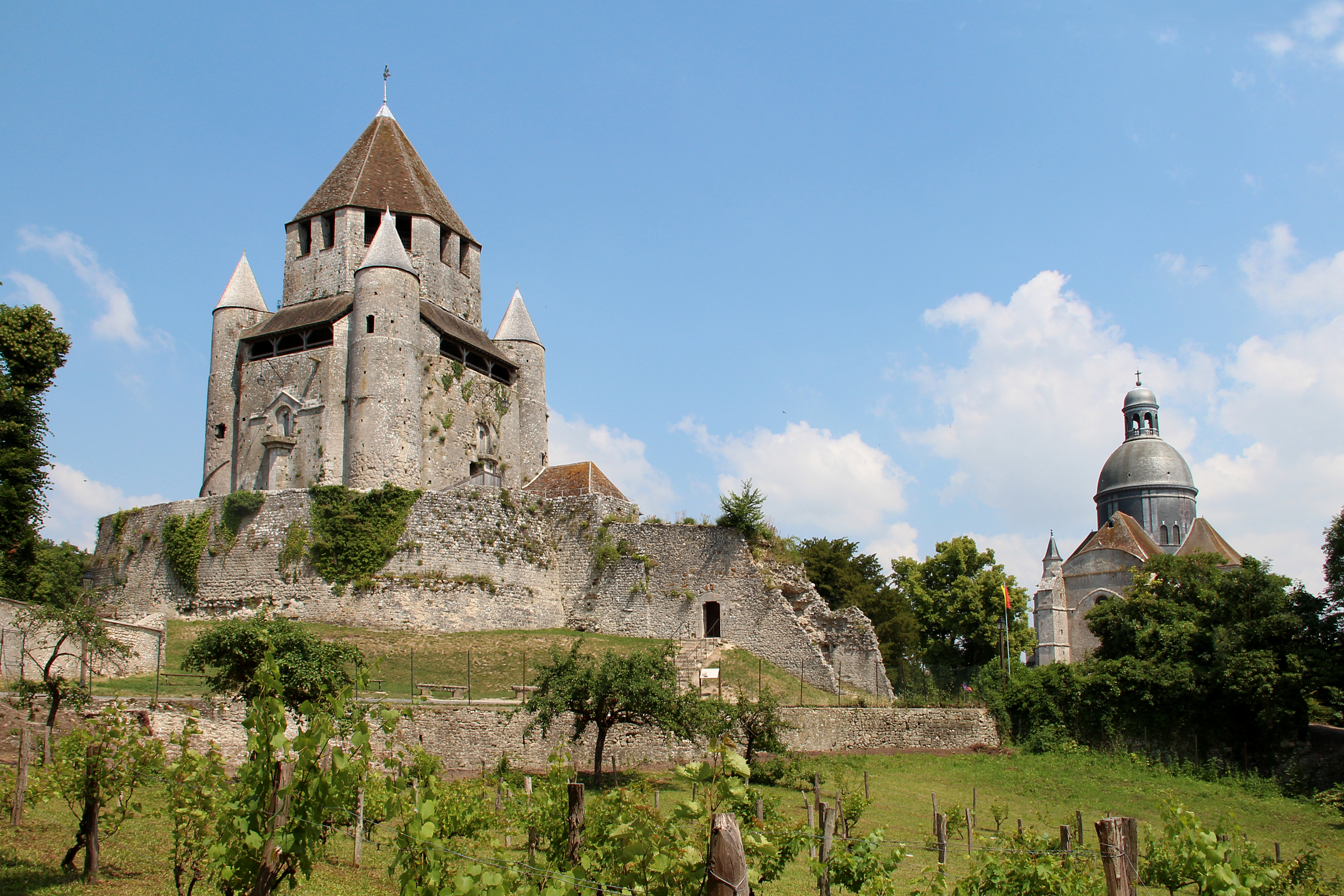
Vue de la rue de la Pie.
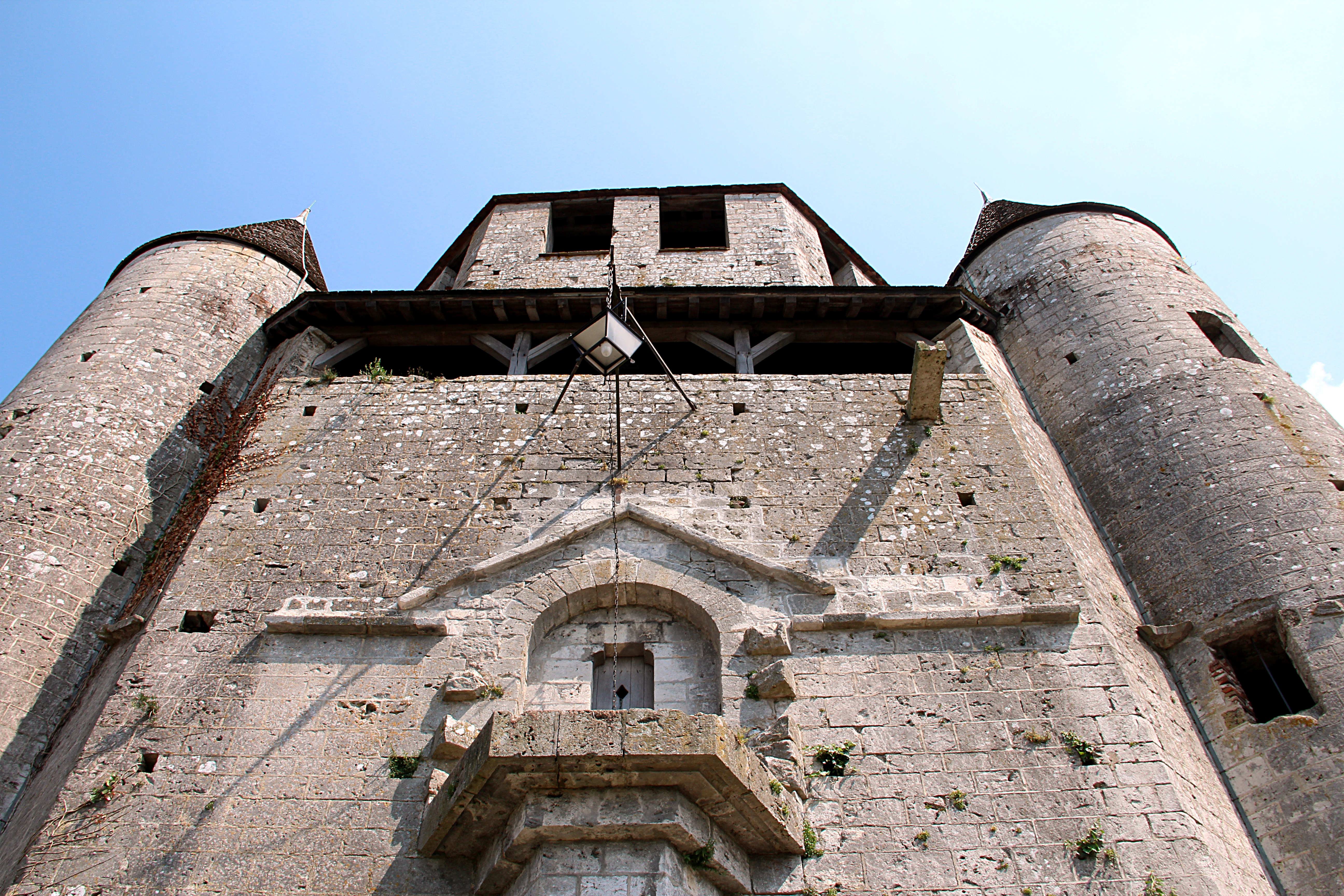
Vue de la porte située à son pied.
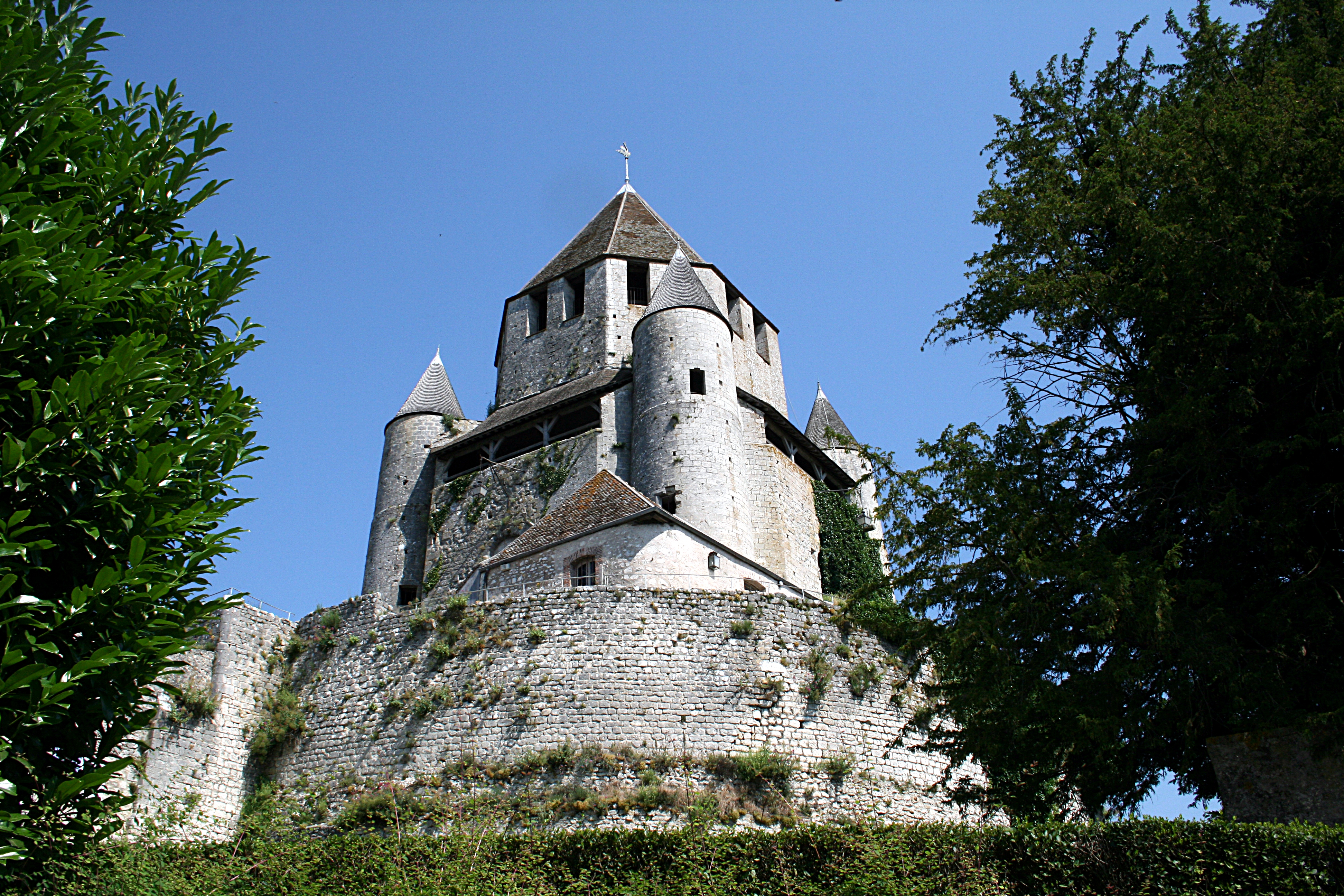
Vue de la ruelle des Morts.
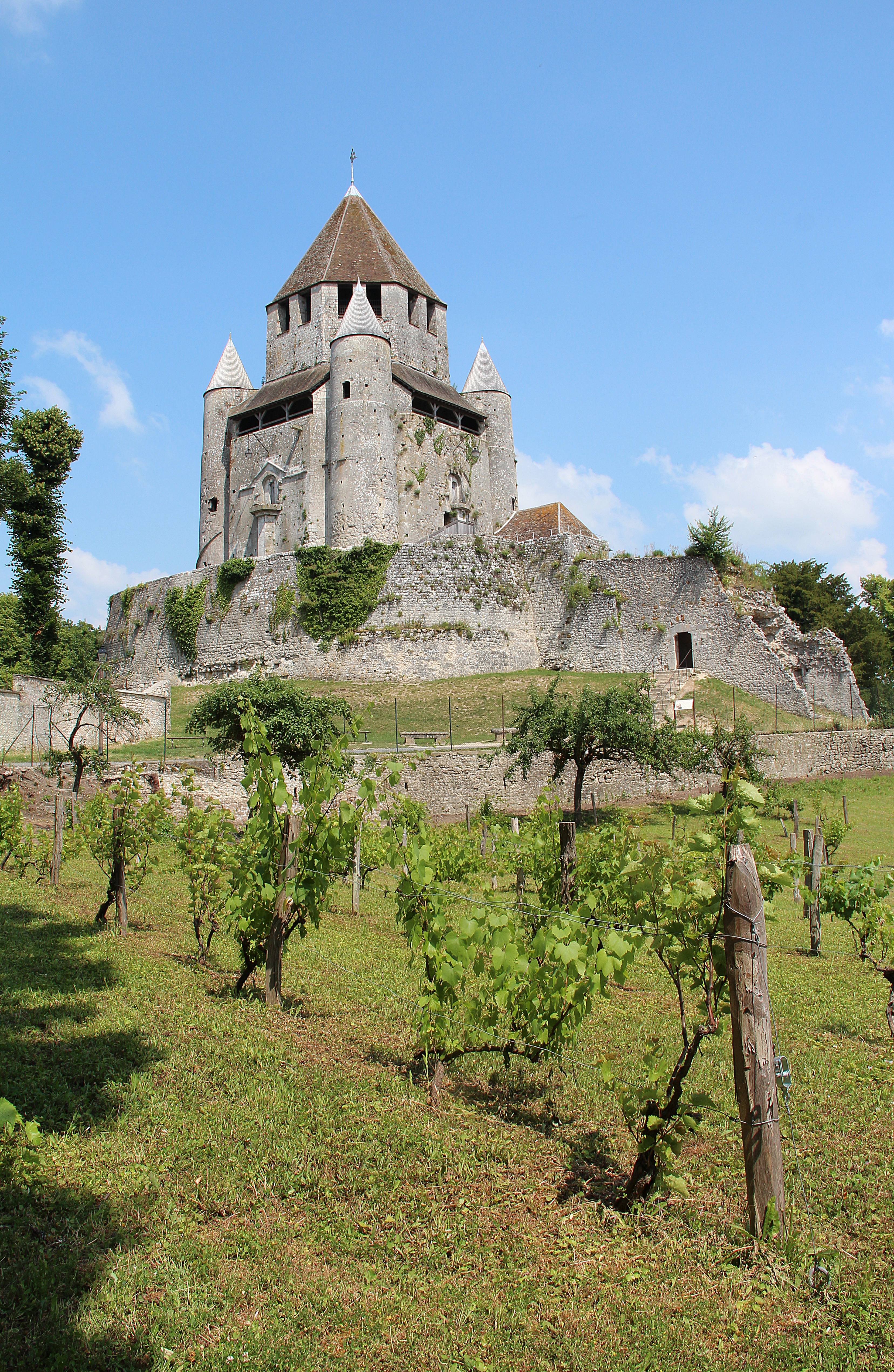
Vue du vignoble.
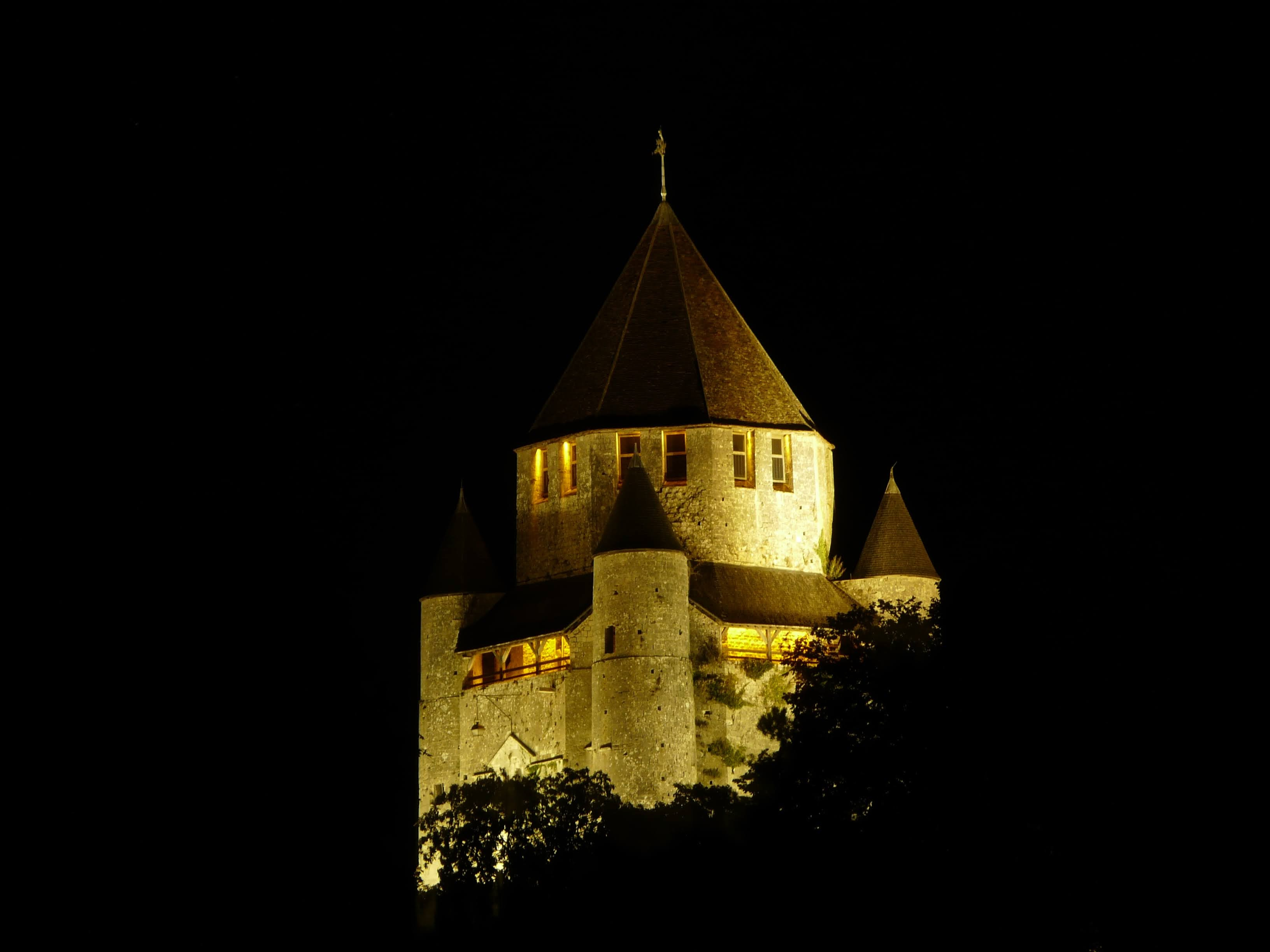
Tour César de nuit.
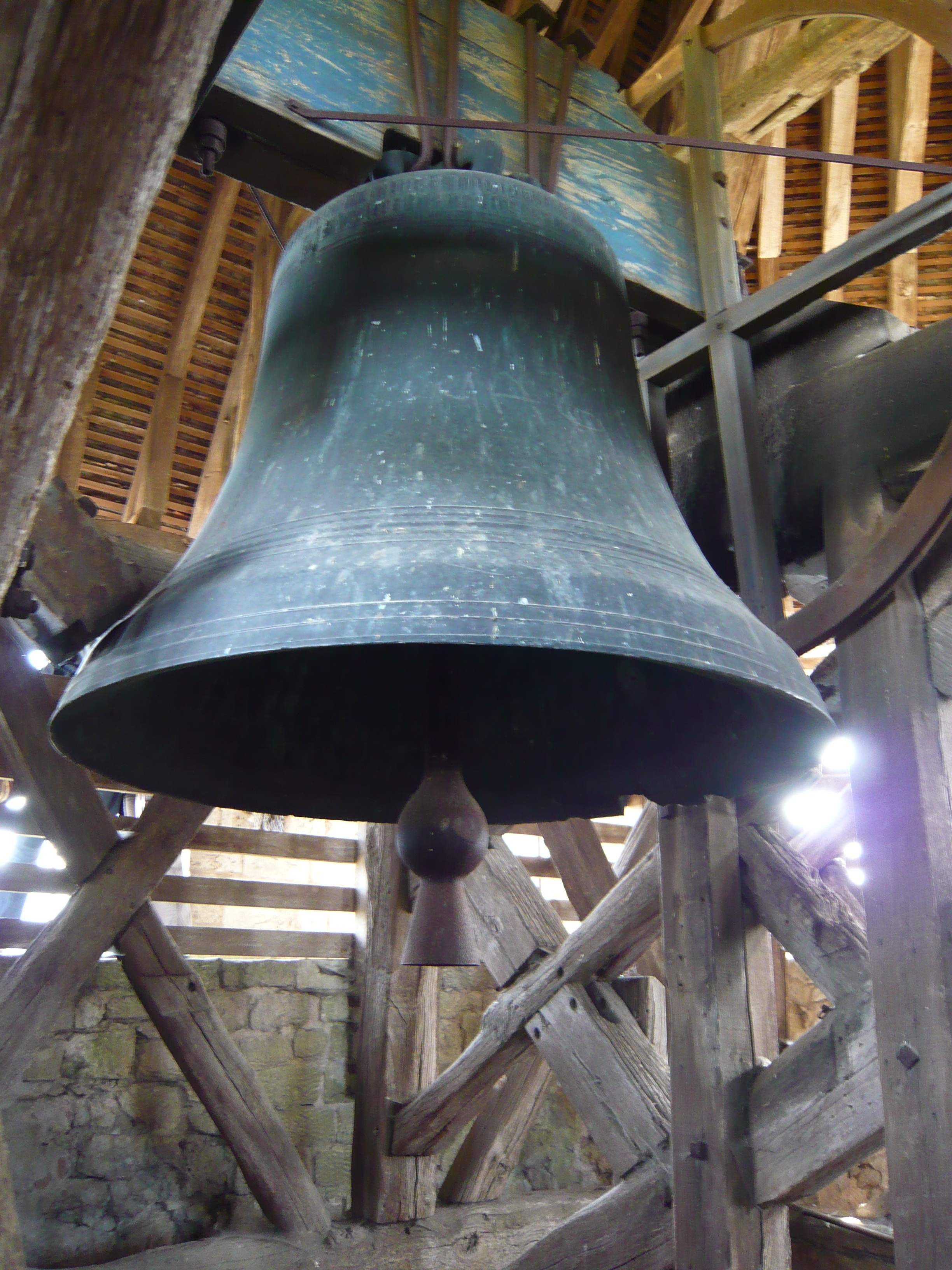
Grosse cloche de la tour.
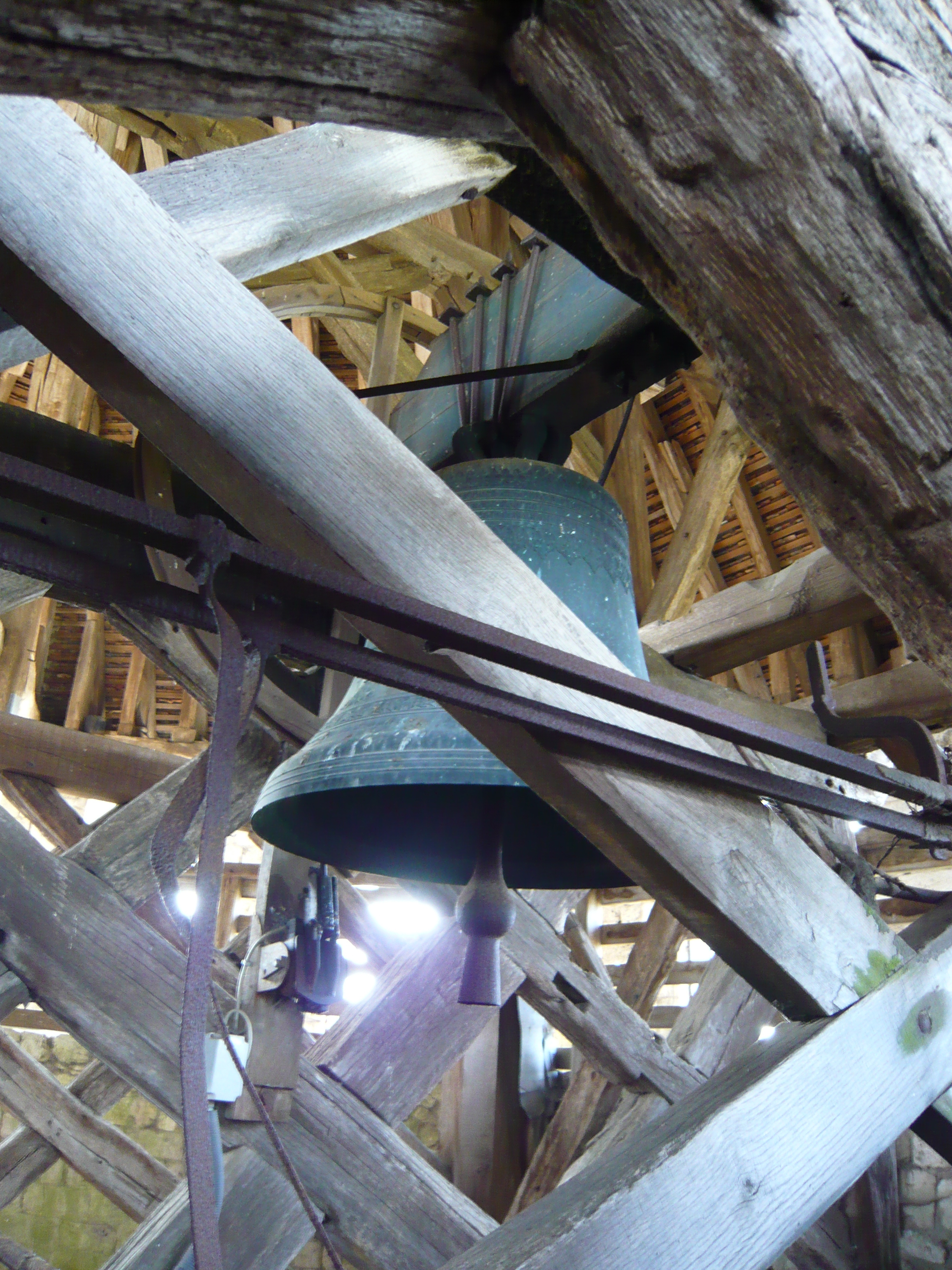
Petite cloche de la tour.
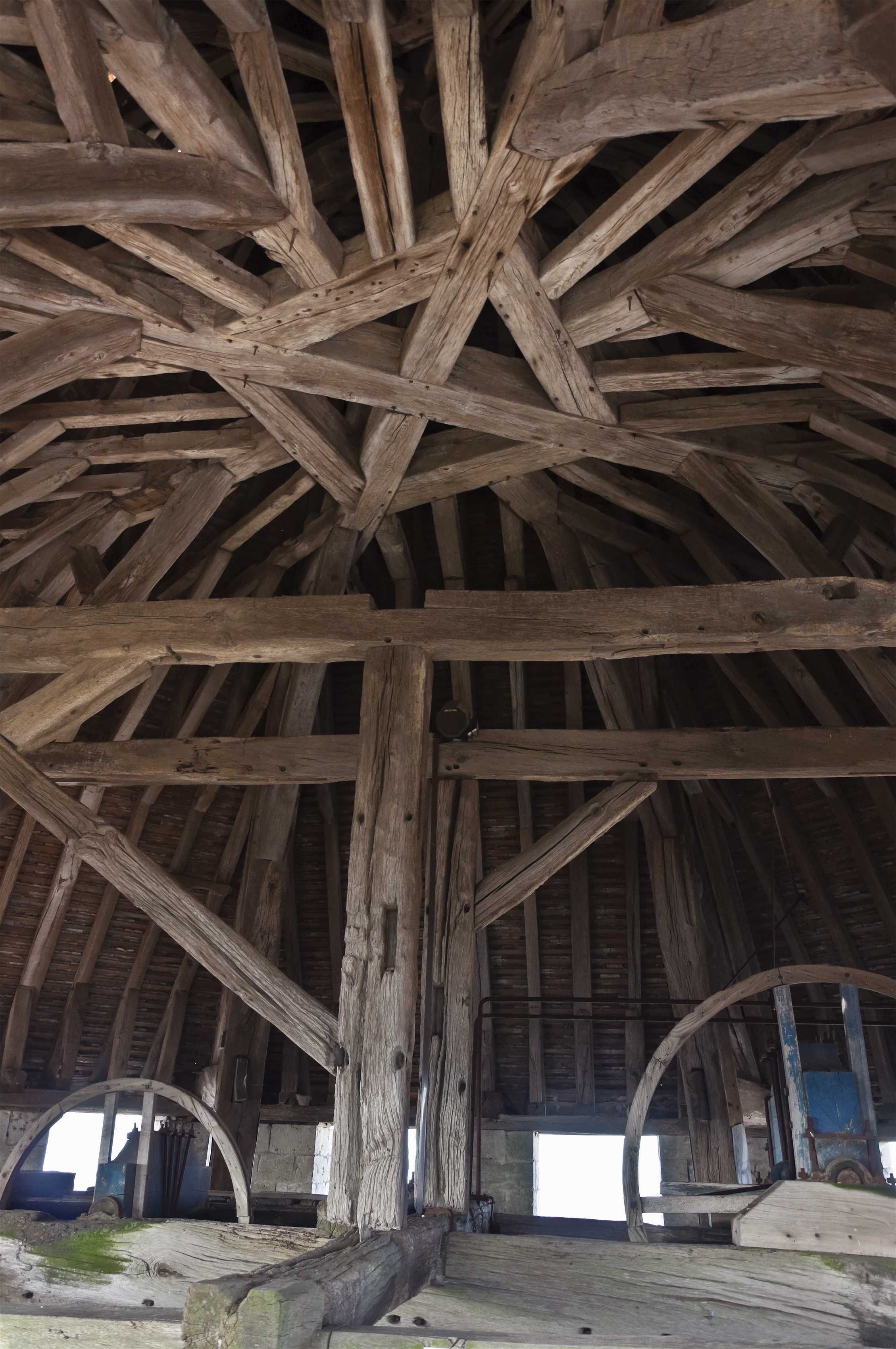
Charpente du XVIIe siècle.
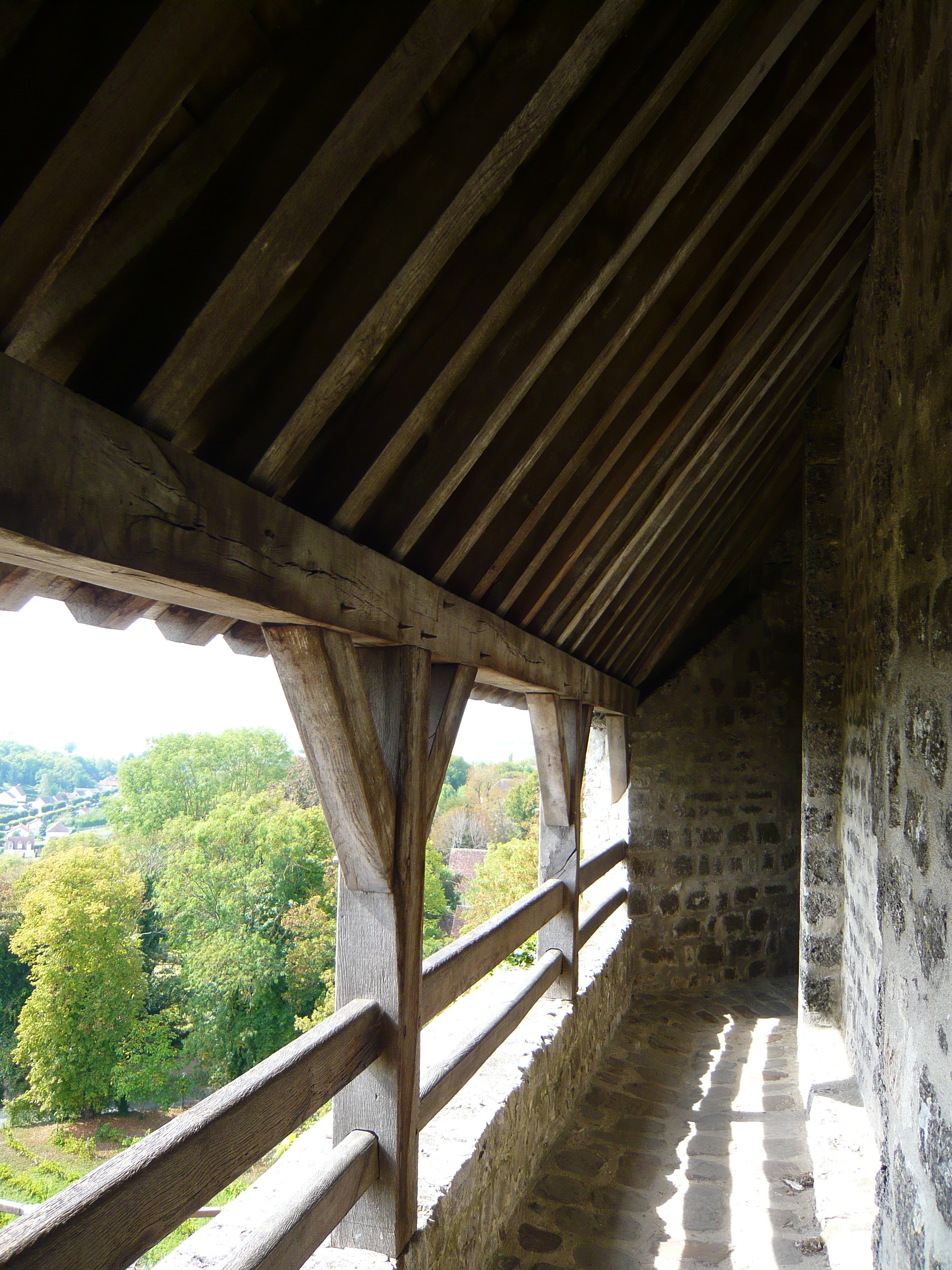
Chemin de ronde.

## Philatélie
Jean Pheulpin dessina la tour César et la grava pour un timbre poste émis en France en juin 1964.